# Tony Akins
Anthony Jewell „Tony” Akins (ur. 3 lipca 1980 w Lilburn) – amerykański koszykarz występujący na pozycji rozgrywającego, posiadający także południowokoreańskie obywatelstwo, obecnie zawodnik KCC Egis.
W 1998 został wybrany najlepszym zawodnikiem szkół średnich stanu Georgia (Georgia Mr. Basketball).
Jego ojciec jest Afroamerykaninem, a matka Koreanką.

## Osiągnięcia
Stan na 6 listopada 2017, na podstawie, o ile nie zaznaczono inaczej.
NCAA
- Uczestnik turnieju NCAA (2001)
- MVP turnieju Roundball Challenge (2002 przez NABC)
- Wybrany do:
  - II składu ACC (2002)
  - honorable mention ACC (2001)

Drużynowe
- Mistrz Korei Południowej (2011)
- Wicemistrz:
  - Chorwacji (2008)
  - Korei Południowej (2010, 2016)

Indywidualne
(* – nagrody przyznane przez portal eurobasket.com, asia-basket.com)
- Uczestnik meczu gwiazd ligi:
  - polskiej (2007)[5]
  - chorwackiej (2008)
  - południowokoreańskiej (2011–2013, 2015, 2016)
- Zaliczony do*:
  - I składu zawodników krajowych ligi koreańskiej (2013)
  - II składu ligi koreańskiej (2013, 2014)
  - składu honorable mention ligi:
    - polskiej PLK (2007)
    - adriatyckiej (2008)
    - południowokoreańskiej KBL (2010)
- Lider w asystach ligi:
  - polskiej (2007)
  - południowokoreańskiej (2013)
  - chorwackiej (2008)

Reprezentacja
- Brązowy medalista turnieju Alberta Schweitzera (1998)